# Wilfrid Cyriaque
Wilfrid Cyriaque (ur. 10 maja 1951) – haitański lekkoatleta, olimpijczyk.
Uczestnik Letnich Igrzysk Olimpijskich 1976 w Montrealu. Wziął udział wyłącznie w biegu na 400 m. W eliminacjach uzyskał wynik 51,49, który był najsłabszym rezultatem wśród 44 sklasyfikowanych zawodników.
Osiedlił się na Florydzie. W 2008 roku został skazany na 4,5 roku więzienia w zawieszeniu na 5 lat. Był członkiem (i prawdopodobnie przywódcą) 24-osobowej grupy przestępczej zajmującej się fingowaniem wypadków samochodowych w celu wyłudzania odszkodowań od firm ubezpieczeniowych.